# Manali
Manali è una suddivisione dell'India, classificata come nagar panchayat, di 6.265 abitanti, situata nel distretto di Kullu, nello stato federato dell'Himachal Pradesh. In base al numero di abitanti la città rientra nella classe V (da 5.000 a 9.999 persone).

## Geografia fisica
La città è situata a 32° 16' 0 N e 77° 10' 0 E e ha un'altitudine di 2.624 m s.l.m..

## Società

### Evoluzione demografica
Al censimento del 2001 la popolazione di Manali assommava a 6.265 persone, delle quali 3.997 maschi e 2.268 femmine. I bambini di età inferiore o uguale ai sei anni assommavano a 593, dei quali 314 maschi e 279 femmine. Infine, coloro che erano in grado di saper almeno leggere e scrivere erano 4.613, dei quali 3.179 maschi e 1.434 femmine.